# Le Chèvrefeuille, le Purgatoire, le Chapitre XIII
Le Chèvrefeuille, le Purgatoire, le Chapitre XIII est un ensemble de trois livres écrits par Thierry Sandre, publiés en 1924, et ayant reçu le prix Goncourt la même année.

## Historique
Alors qu'il était dans la liste finale des Goncourt l'année précédente avec Mienne et qu'il fut battu par Rabevel ou le Mal des ardents de Lucien Fabre, les jurés réunis chez Drouant récompensent Thierry Sandre en 1924 pour cette trilogie au détriment notamment de Maurice Genevoix pour La Joie et d'Henry de Montherlant pour Le Paradis à l'ombre des épées et Les Onze devant la porte dorée, les deux premiers volumes de ses Olympiques.

## Résumé
Le Chèvrefeuille est un récit qui se déroule à Paris pendant l'immédiat après-guerre.
Le Purgatoire est un récit de captivité en Allemagne pendant la Première Guerre mondiale.
Le Chapitre XIII est la traduction par Thierry Sandre du « Livre XIII » — consacré à l'amour — d'une œuvre d'Athénée de Naucratis, Les Deipnosophistes.

## Éditions
- Le Chèvrefeuille, le Purgatoire, le Chapitre XIII, éditions de la librairie Edgard Malfère, Paris, 1924.